# Radu Portocală
Radu Portocală (né le 27 mars 1951 à Bucarest) est écrivain et journaliste roumain.

## Biographie
La famille, originaire de Grèce, s’est installée en Roumanie peu après 1800. Son arrière-arrière-grand-père, Constantin Djuvara, participant à la révolution de 1848 et exilé à Paris après la défaite de celle-ci, a été l’un des membres fondateurs du Parti libéral de Roumanie, créant une tradition politique familiale que plusieurs générations ont suivie.
Son grand-père, Radu Portocala, avocat, a été député dans plusieurs législatures et ministre dans trois gouvernements libéraux, entre 1937 et 1940. Arrêté en 1950 par le pouvoir communiste, il a été tué dans la prison de Sighet, où ont été détenus 200 dignitaires de l’ancien régime.
Son père, Radu Portocala, médecin, a été un éminent chercheur dans le domaine de la virologie. De 1952 à 1954, il a été détenu dans un camp de travaux forcés, en tant que « fils d’ancien dignitaire ».
À l’âge de 17 ans, Radu Portocala attire pour la première fois l’attention de la police politique (Securitate) qui le soumet à une période de filature. Ces problèmes se multiplient et s’aggravent jusqu’en 1977, quand la Securitate ouvre une enquête contre lui en vue de l’inculpation pour « crime de haute trahison ». L’intervention prompte et très ferme du gouvernement grec a pour résultat l’arrêt des poursuites et l’octroi d’un passeport. Il s’exile, donc, en Grèce, où il vit pendant 5 ans.
En 1982, il s’installe à Paris, où il obtient une maîtrise en relations internationales (Institut d’étude des relations internationales) et une licence de roumain (Langues’O).
Il devient collaborateur de la rédaction roumaine de Radio France Internationale en 1985, puis, à partir de janvier 1988, il est correspondant pour la France, la Suisse et la Belgique de la rédaction roumaine de Radio Voice of America. De 1988 à 1989, il a été le réalisateur d’une émission hebdomadaire sur Radio Solidarnosc (Paris). Entre 1997 et 2004, il a été, à diverses reprises, correspondent à Paris de la rédaction roumaine de la BBC.
Lors des événements de décembre 1989 qui ont conduit à la chute de Nicolae Ceaușescu, il a été consultant pour la chaîne publique Antenne 2 et a traduit en direct, le 25 décembre, le procès intenté au dictateur.
De 1986 à 1992, il a écrit pour l’hebdomadaire Le Point. Il a écrit également dans la revue Est&Ouest, dans Le Quotidien de Paris, Dynasteurs, Enjeux du Monde, La Libre Belgique. Entre 1994 et 1996, il a travaillé pour Le Courrier international.
Après 1990, il écrivit dans les journaux roumains Cuvîntul, România Liberă, Ziua, Cotidianul.
En 2005, il a été nommé directeur de l’Institut culturel roumain de Paris avec un mandat de 4 ans, mais a donné sa démission au bout d’un an.
Depuis 2019, il publie régulièrement dans Atlantico, Causeur et Politique Magazine.

## Publications

### En français
- Autopsie du coup d'État roumain, Paris, Calmann-Lévy, 1990
- L'exécution des Ceausescu, Paris, Larousse, 2009
- Le vague tonitruant, Paris, Kryos, 2018
- La chute de Ceausescu, Paris, Kryos, 2019

Participation à des ouvrages collectifs
- Stéphane Courtois, Du passé faisons table rase !, Paris, Robert Laffont, 2002
- Stéphane Courtois, Sortir du communisme, changer d’époque, Paris, PUF, 2011

### En roumain
- (ro) Semn în pustiire, Bucarest, Vinea, 2013poésie
- (ro) Istorii de familie, Brăila, Istros, 2015
- (ro) Istoria întortocheată a Jaguarului albastru, Bucuresti, Vremea Press, 2015
- (ro) Un președinte împotriva României, Chișinău, Cartier, 2015Retiré de la vente par l’éditeur le jour de la parution
- (ro) Lamentabilul deceniu, Paris, Non Grata, 2018
- (ro) Revers 1999-2000, Paris, Non Grata, 2018
- (ro) CĂDEREA LUI CEAUŞESCU, Bucarest, Mediafax, 2019

Participation à des ouvrages collectifs
- (ro) « Ipostaze ale unui exil », dans Analele Sighet 2, Bucarest, Fundația Academia Civică, 1995
- (ro) « Indiferența, o formă de cenzură », dans Analele Sighet 3, Bucarest, Fundația Academia Civică, 1996
- (ro) « Sistemul sovietic : strategia morții aparente », dans O enigmă care împlinește șapte ani, Bucarest, Fundaţia Academia Civică, 1997
- (ro) « Crima împotriva spiritului », dans Analele Sighet 7, Bucarest, Fundația Academia Civică, 1999